# Ante todo mucha calma
Ante todo mucha calma es el título del primer álbum grabado en directo por la banda de Galicia (España) Siniestro Total. Fue el primer trabajo de Siniestro Total con su nueva discográfica, BMG-Ariola.
Todas las canciones del álbum fueron grabadas en el concierto que el grupo dio el 22 de noviembre de 1991 en la sala Arena de Valencia. Fue mezclado y producido por Eugenio Muñoz y Rafa de la Fuente en los estudios BOX de Madrid en diciembre de 1991 y su salida al mercado, lanzado por la discográfica BMG-Ariola a principios de 1992 coincidió con una de las cotas más alta de popularidad y repercusión alcanzada por la formación en España.

## Lista de canciones
1. «Miami Vice theme»[nota 1][4] - 1:01
2. «Bailaré sobre tu tumba» - 2:56
3. «Assumpta» - 1:50
4. «Tipi dulce tipi» - 2:13
5. «Opera tu fimosis»[nota 2][4] - 2:51
6. «Todo por la napia» - 3:26
7. «¿Quienes somos? ¿De dónde venimos? ¿A dónde vamos?» - 2:51
8. «No somos de Monforte» - 2:00
9. «Mario (encima del armario)» - 1:26
10. «Devorao» - 3:00
11. «Pueblos del mundo, ¡extinguíos!» - 3:07
12. «Que corra la nicotina» - 2:10
13. «Vamos muy bien»[nota 3][4] - 3:05
14. «De hoy no pasa» - 1:50
15. «Ay Dolores» - 3:13
16. «Alégrame el día» - 2:47
17. «La Sociedad es la culpable» - 2:42
18. «Quiero bailar Rock and Roll»[nota 4][4] - 2:34
19. «¿Que tal homosexual?» - 0:56
20. «Al fondo a la derecha» - 0:36
21. «Camino de la cama» - 3:30
22. «Cuanta puta y yo que viejo» - 2:50
23. «Diga qué le debo» - 3:21
24. «Somos Siniestro Total»[nota 5][4] - 4:01
25. «Rock en Samil»[nota 6][4] - 2:25
26. «Te quiero» / «Hoy voy a asesinarte»[nota 7][4] - 2:50
27. «Ayatollah!» - 2:57
28. «Miña terra galega»[nota 8][4] - 3:41
29. «O tren»[nota 9][4] / «Más vale ser punkie que maricón de playa» / «Me pica un huevo» / «Dios salve al conselleiro»[nota 10][4] - 3:16
30. «Ye Ye» - 2:30